# Prempeh I.
Prempeh I. (auch Kwaku Dua III. genannt; * 18. Dezember 1870; † 12. Mai 1931) war von 1888 bis 1931 der Asantehene (Herrscher) des Königreichs Aschanti im heutigen Ghana.

## Konsolidierung der Macht
Agyeman Prempeh gelangte als 16-Jähriger auf den Goldenen Stuhl der Aschanti. Das Aschantireich befand sich bei seiner Inthronisierung auf dem Tiefpunkt eines seit Jahren dauernden Niedergangs. Sein Amtsantritt sollte eine seit dem plötzlichen Tod seines Vorgängers Kwaku Dua II. Kumaa 1883 andauernde Phase der Anarchie im Land beenden. Der Vasallenstaat der Brong (das Königreich Gyaman) und andere hatten diese Phase genutzt und sich von Aschanti gelöst. Gleichzeitig rebellierten die Teilstaaten des Reiches, die ihn nicht bei seiner Thronbesteigung unterstützt hatten (Kokofu, Mampong und Nsuta), gegen ihn. 14 Jahre zuvor hatten zudem die Briten den gesamten Süden der Goldküste, die sich zwischen dem Aschantireich und dem Meer erstreckte, zur Kronkolonie erklärt und drohten nun, das Aschantireich von den lebenswichtigen Handelskontakten mit den niederländischen Verbündeten in den Küstenstädten Elmina und Accra abzuschneiden.
Prempeh gelang es, innerhalb weniger Monate sowohl mit militärischen als auch mit diplomatischen Mitteln die Rebellion im Aschantikernland niederzuschlagen und die Aschantikonföderation wiederherzustellen.

## Konflikt mit den Briten
Nach der Festigung seiner Macht nach innen bemühte er sich um die Rückgewinnung der Gebiete des Aschantireiches, die in der Zeit des Bürgerkrieges unter britische Herrschaft bzw. „Protektoratsmacht“ gelangt waren. 1888 schrieb er einen Brief an die Briten, in dem er die Region Kwahu beanspruchte, die inzwischen unter britischem „Schutz“ stand. 1890 ersuchte er die Briten in einem weiteren Brief, ihn bei der Wiederherstellung der Macht der Aschanti über die einstigen Vasallenstaaten zu unterstützen und ihm in die Kronkolonie Goldküste geflohene Widersacher zu überlassen. Weiterhin folgten die nach Akyem geflohenen Aschanti-Völker der Dwaben und Kokofu seinem Appell, ins Aschantikernland zurückzukehren.
Die Briten waren über seine Erfolge bei der Wiedererrichtung der Aschantimacht und über die gleichzeitige Ausdehnung der französischen Kolonialmacht im benachbarten Gebiet der heutigen Elfenbeinküste so beunruhigt, dass sie ihr Protektorat weiter ausdehnten und im März 1891 einen Offizier in die Hauptstadt Kumasi entsandten, um Prempeh das „Angebot“ zu machen, sein Reich britischer Schutzherrschaft zu unterstellen. Prempeh I. verwarf dieses Angebot und dehnte 1892 und 1893 in mehreren Schritten seine Macht über ehemalige Vasallen weiter aus. 1894 lehnte er auch das Ansinnen der Briten, einen Residenten in Kumasi zu etablieren, ab. 1894 schließlich wurde Prempeh I. unter großen Feierlichkeiten offiziell auf dem Goldenen Stuhl inthronisiert.

## Exil und Rückkehr

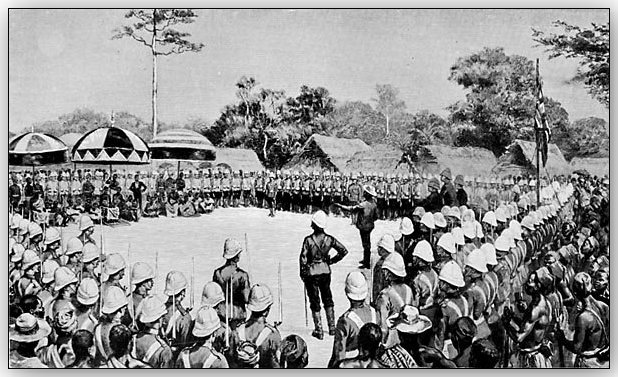
Verhandlung des Asantehene Prempeh I. mit einem britischen General in einer historischen Darstellung

Im Jahr 1895 bereiteten sich die Briten offensichtlich auf eine Invasion des Aschantireiches vor. Prempeh bemühte sich erfolglos auf diplomatischem Weg um eine Abwendung eines Krieges. 1896 eroberte eine starke, mit Maxim-Maschinengewehren ausgerüstete britische Truppe unter dem Kommando Robert Baden-Powells Kumasi und nahm Prempeh gefangen. Die Briten erklärten Asante zum Protektorat und verschleppten Prempeh zuerst nach Elmina und später in ihre westafrikanische Kolonie Sierra Leone.
Die Gefangennahme Prempehs erfolgte, nachdem er sich geweigert hatte, sein Reich der britischen Kontrolle zu unterstellen. Zusammen mit etwa 50 Verwandten, Häuptlingen und Dienern wurde er nach Sierra Leone gebracht und 1900 weiter auf die Seychellen im Indischen Ozean verbannt. Während seines Exils lernte Prempeh lesen und schreiben und ermutigte die aschantische Gemeinschaft, Bildung zu suchen. Er konvertierte zum Christentum und förderte diese Religion auch unter seinen Mitexilierten.
1900 schlugen die Briten eine monatelange Rebellion der Aschanti unter der Königinmutter Yaa Asantewaa nieder, in deren Verlauf die Rebellen den britischen Gouverneur in seinem Fort in Kumasi belagerten. Anschließend annektierten die Briten das Aschantireich auch formal als Kronkolonie und brachten Yaa Asantewaain ebenfalls auf die Seychellen,. Im Exil entstand eine Geschichte des Königreichs Aschanti, The History of Ashanti Kings and the Whole Country Itself' and Other Writings, by Otumfuo, Nana Agyeman Prempeh I.
Nach mehr als 20 Jahren im Exil erlaubten die Briten 1924 seine Rückkehr ins Aschantiland, wo ihm ein triumphaler Empfang bereitet wurde. Bei seiner Rückkehr trug er europäische Kleidung, was seine Anpassung an neue Einflüsse während des Exils symbolisierte. Trotz seines fortgeschrittenen Alters wurde er von seinem Volk weiterhin als König angesehen und erhielt königliche Insignien, darunter den Goldenen Stuhl, der die Seele der Aschanti-Nation repräsentiert. Hintergrund dieser Entscheidung war ein Wechsel in der Form der britischen Herrschaftsausübung über ihre Kolonie Goldküste unter dem damaligen Gouverneur Gordon Guggisberg hin zu einer Regierung nach den Prinzipien der „indirect rule“. Aber auch nach diesen neuen Prinzipien ließen die Kolonialherren keine Wiedereinsetzung Prempehs als Asantehene zu, sondern gestanden ihm bis zu seinem Tod 1931 nur den Titel eines Kumasihene, also traditionellen Herrschers von Kumasi, zu.

## Vermächtnis und Gedenken
Die Jahre im Exil hatten einen nachhaltigen Einfluss sowohl auf das Aschantireich als auch auf die Seychellen. Prempehs Aufenthalt führte zu kulturellen und familiären Verbindungen zwischen den Aschanti und der Bevölkerung der Seychellen, die bis heute bestehen. Im Jahr 2024 wurde in Kumasi das hundertjährige Jubiläum seiner Rückkehr aus dem Exil gefeiert, bei dem auch der Präsident der Seychellen, Wavel Ramkalawan, anwesend war.